# From Elvis Presley Boulevard, Memphis, Tennessee
From Elvis Presley Boulevard, Memphis, Tennessee blev Elvis Presleys näst sista studioalbum. Skivan gavs ut i maj 1976 på RCA Records. Musiken spelades in på Graceland i början av 1976 (i "Jungle Room"). Under samma studiosession spelades det också in låtar till albumet Moody Blue, utgivet året därpå. I motsats till detta innehåller dock From Elvis Presley Boulevard, Memphis, Tennessee inga liveinspelningar, vilket gör det till det sista helt studioinspelade albumet med Elvis Presley.

## Låtlista

### Originalutgåvan på LP 1976
| 1. | Hurt                         | Jimmie Crane, Al Jacobs          | 5 februari 1976 | 2:05 |
| 2. | Never Again                  | Billy Edd Wheeler, Jerry Chesnut | 6 februari 1976 | 2:48 |
| 3. | Blue Eyes Crying in the Rain | Fred Rose                        | 7 februari 1976 | 3:41 |
| 4. | Danny Boy                    | Frederic E. Weatherly            | 5 februari 1976 | 3:54 |
| 5. | The Last Farewell            | Roger Whittaker, Ron A. Webster  | 2 februari 1976 | 4:01 |

| 1.           | For the Heart                     | Dennis Linde                 | 5 februari 1976 | 3:20  |
| 2.           | Bitter They Are, Harder They Fall | Larry Gatlin                 | 2 februari 1976 | 3:15  |
| 3.           | Solitaire                         | Neil Sedaka, Phil Cody       | 3 februari 1976 | 4:39  |
| 4.           | Love Coming Down                  | Jerry Chesnut                | 6 februari 1976 | 3:05  |
| 5.           | I'll Never Fall in Love Again     | Lonnie Donegan, Jimmy Currie | 4 februari 1976 | 3:43  |
| Total längd: | Total längd:                      | Total längd:                 | Total längd:    | 34:31 |